# Arrondissement di Carcassonne
L'arrondissement di Carcassonne è un arrondissement dipartimentale della Francia situato nel dipartimento dell'Aude, nella regione Occitania.

## Storia
Fu creato nel 1800 sulla base dei preesistenti distretti. Nel 1926 integrò l'arrondissement soppresso di Castelnaudary.

## Composizione
L'arrondissement è composto da 207 comuni raggruppati in 18 cantoni:
- cantone di Alzonne
- cantone di Belpech
- cantone di Capendu
- cantone di Carcassonne-Centre
- cantone di Carcassonne-Est
- cantone di Carcassonne-Nord
- cantone di Carcassonne-Sud
- cantone di Castelnaudary-Nord
- cantone di Castelnaudary-Sud
- cantone di Conques-sur-Orbiel
- cantone di Fanjeaux
- cantone di Lagrasse
- cantone di Mas-Cabardès
- cantone di Montréal
- cantone di Mouthoumet
- cantone di Peyriac-Minervois
- cantone di Saissac
- cantone di Salles-sur-l'Hers